# Miroslav Karhan
Miroslav Karhan (21 de junio de 1976, Trnava) es un exfutbolista eslovaco que jugaba como mediocampista y su último equipo fue el OFK Dynamo Malzenice.

## Trayectoria
Comenzó a jugar al fútbol en el club local Spartak Trnava en 1994, pasando luego a las filas del Real Betis en 1999. Para el año 2001 ficha por el Beşiktaş J.K., donde solo estaría una sola temporada, para luego jugar por el VfL Wolfsburg en el año 2001, en donde permanecería 6 temporadas. Luego de quedar libre pasaría a otro equipo alemán, el Mainz, donde jugaría por 4 años. En el 2011 regresó al club donde lo vio nacer, el Spartak Trnava, donde se retiró en el 2013. Una vez terminada su carrera como futbolista se incorpora como director deportivo del Spartak Trnava. Fue fichado en el año 2014 para volver a jugar como futbolista en el OFK Dynamo Malzenice, donde actualmente está jugando.

## Selección nacional
Ha sido internacional con la Selección de fútbol de Eslovaquia; ha jugado 108 partidos y anotado 14 goles. Karhan ha sido el único jugador eslovaco en participar en todas las fases de clasificación desde la independencia de su país. Para la Copa Mundial de Fútbol de 2010 en Sudáfrica, a sus 34 años, era quien más merecía jugar la cita mundialista, donde asumía el rol de capitán, pero se lesionó el tendón de Aquiles dos semanas antes de iniciar el torneo. Fue sacado de la lista y la cinta de capitán la obtuvo Marek Hamšík. De cara a las eliminatorias a la Euro 2012, anotó su último gol ante Andorra, la cual sería la última eliminatoria en la que participó.

## Clubes
| Club                 | País       | Año       |
| -------------------- | ---------- | --------- |
| Spartak Trnava       | Eslovaquia | 1994-1999 |
| Real Betis           | España     | 1999-2000 |
| Besiktas JK          | Turquía    | 2000-2001 |
| VfL Wolfsburg        | Alemania   | 2001-2007 |
| Mainz 05             | Alemania   | 2007-2011 |
| Spartak Trnava       | Eslovaquia | 2011-2013 |
| OFK Dynamo Malzenice | Eslovaquia | 2014-2016 |

## Distinciones individuales
| Distinción                  | Año  |
| --------------------------- | ---- |
| Futbolista Eslovaco del año | 2002 |